# بوبي في. بيج
بوبي في. بيج (بالإنجليزية: Bobby V. Page)‏ هو ضابط أمريكي، ولد في 12 ديسمبر 1951.